# (100472) 1996 TA34
(100472) 1996 TA34 es un asteroide perteneciente al cinturón de asteroides, descubierto el 10 de octubre de 1996 por el equipo del Spacewatch desde el Observatorio Nacional de Kitt Peak, Arizona, Estados Unidos.

## Designación y nombre
Designado provisionalmente como 1996 TA34.

## Características orbitales
1996 TA34 está situado a una distancia media del Sol de 2,723 ua, pudiendo alejarse hasta 3,390 ua y acercarse hasta 2,056 ua. Su excentricidad es 0,245 y la inclinación orbital 9,672 grados. Emplea 1641 días en completar una órbita alrededor del Sol.

## Características físicas
La magnitud absoluta de 1996 TA34 es 15,4.